# El Club Atlético
El Club Atlético, El Atlético o El Club fue un centro clandestino de detención, tortura y exterminio que funcionó en la ciudad de Buenos Aires, Argentina. Estaba ubicado en la avenida Paseo Colón 1266, en la manzana delimitada por San Juan, Cochabamba y Azopardo, en el barrio de San Telmo. El origen del nombre hace referencia a las siglas de su denominación original, Centro Antisubversivo.

## Período de funcionamiento
El Club Atlético funcionó entre los meses de febrero y diciembre de 1977. A principios de 1978, el edificio fue demolido para dar lugar a la construcción de la autopista 25 de Mayo.

## Características
El Atlético funcionaba en el sótano de un edificio de tres plantas que pertenecía al Servicio de Aprovisionamiento y Talleres de la División Administrativa de la Policía Federal.
En el primer nivel se ubicaba un salón azulejado, al que se accedía por unas puertas de vidrio, donde se encontraba un escritorio grande y otro pequeño; en ellos se identificaba y asignaba un número a cada detenido-desaparecido. Desde allí, tras una puerta disimulada se accedía al subsuelo.
El subsuelo carecía de ventilación y luz natural. La temperatura en verano rondaba entre los 40 y 45 °C, mientras que en invierno se sentía mucho el frío y las paredes destilaban agua constantemente debido a la gran humedad del ambiente.
La escalera a través de la que se descendía al subsuelo llegaba a una sala provista de una mesa de ping pong que usaban los represores. Al costado de la misma se encontraba una pequeña sala de guardia y dos celdas para incomunicados, una sala de torturas y otras para enfermería. También existía una cocina, lavadero y duchas, éstas con una abertura que daba a la superficie externa por donde los guardias observaban a las mujeres.
Desde la cocina hacia el interior del sótano se ubicaba una celda llamada «leonera» (lugar de concentración de detenidos) con tabiques bajos que separaban boxes de 1,60 m por 0,60 m. Más adelante se encontraban dos sectores de calabozos; uno de 18 celdas y otro de 23. Todas las celdas eran de 2 m por 1,60 m y una altura de entre unos 3 y 3,50 m. Entre los sectores de calabozos existían tres salas de tortura (llamadas «quirófanos»), cada una con una pesada mesa metálica.

## Accionar represivo
Según los testimonios de sobrevivientes, al llegar los detenidos al centro eran sacados de los automóviles y transportados violentamente por la escalera que llegaba al sótano. Allí se les retiraban todos sus efectos personales y se les colocaban grilletes y eran nominados con una letra y un número con el cual eran llamados durante el cautiverio.
El grupo de tareas con base en El Atlético operaba fundamentalmente en Buenos Aires y Gran Buenos Aires, pero se conocen testimonios que demuestran que los secuestros han llegado a lugares tan lejanos como San Carlos de Bariloche, desde donde Juan Marcos Hermann había sido traído en avión.
El promedio de secuestros era de seis o siete por día, pero hubo oportunidades en que han llegado a ingresar hasta 20 personas en un día. A intervalos regulares, un grupo importante de detenidos-desaparecidos partía con destino desconocido.
El centro tenía capacidad para unas 200 personas y, según las investigaciones, durante su funcionamiento habrían pasado por allí entre 1500 y 1800 personas. Este dato se dedujo de las letras que precedían al número asignado a cada detenido ya que cada letra encabezaba una centena. Por los testimonios registrados en la CONADEP, en noviembre de 1977, se llegó a la letra X de dicha numeración.
En la noche del 28 de diciembre, los detenidos fueron trasladados a El Banco, ubicado a unos 200 metros de la intersección de la Autopista General Ricchieri y el Camino de Cintura, en el partido de La Matanza.

## Recuperación del centro
Con la demolición del edificio y la posterior construcción de la autopista 25 de Mayo, el sótano quedó literalmente bajo una montaña de tierra. Algunos de los elementos de la infraestructura del Club Atlético fueron utilizados para construir el CCD conocido como El Olimpo.
A partir de la vuelta de la democracia en 1983, varios organismos de derechos humanos y sobrevivientes comenzaron a reclamar la excavación del sitio donde se encontraba el Club Atlético.
El 7 de julio de 1996 comenzaron a realizarse las llamadas «Jornadas por la Memoria» que muchas veces fueron respondidas con represión policial. El 13 de abril de 2002, el Gobierno de la Ciudad de Buenos Aires comenzó las obras de excavación en el sitio.
Con la excavación fue posible encontrar restos de los tabiques divisorios de las celdas con inscripciones de los detenidos, siendo la más legible una que reza: Ayudame Señor (sic). También se encontraron más 20 000 objetos y fragmentos; los tabiques divisorios de las celdas de aislamientos; se hallaron materiales relacionados con el depósito de suministros policiales, como numerosos fragmentos de uniformes, zapatos, gorras, cachiporras, restos de ropa, envases de plástico, botellas, monedas e incluso se encontró una pelota de ping pong debajo del ascensor, juego que los testimonios de los sobrevivientes coincidieron como frecuente entre los torturadores.

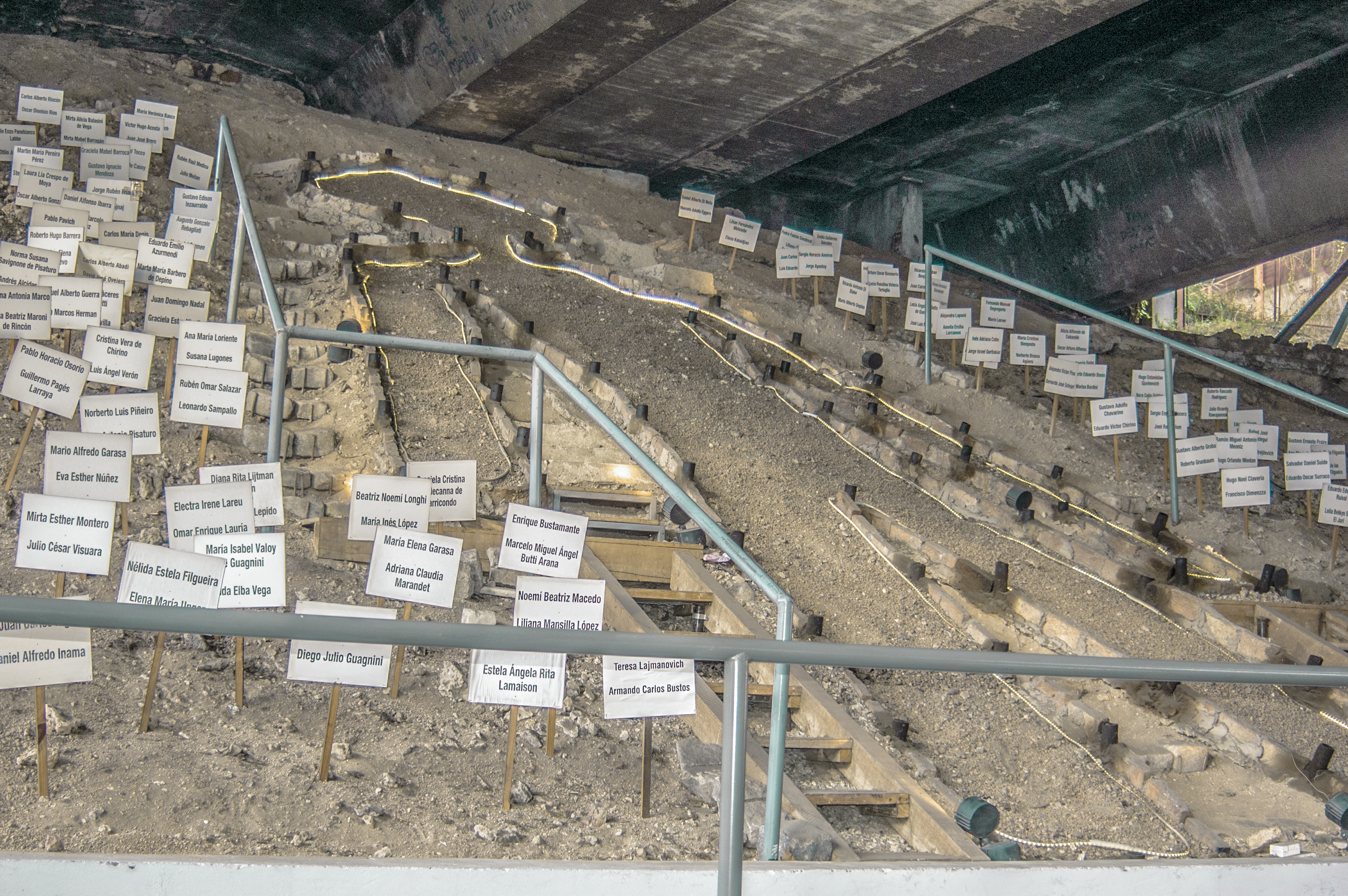
Silueta original en homenaje a las víctimas, mencionadas en los carteles circundantes. En 2021 fue desmontada y se instaló una nueva en otra parte del predio.

El proyecto persigue la realización de un trabajo de recuperación arqueológica, documental y testimonial de lo ocurrido con el objeto de crear un lugar de memoria donde se explique lo ocurrido allí durante el autodenominado Proceso de Reorganización Nacional.
En el año 1998 se montó una silueta humana gigante para visibilizar el sitio y recordar a las personas detenidas-desaparecidas. La misma fue desmontada en 2021 para avanzar con los trabajos de excavación y fue reemplazada por otra realizada en hierro, instalada a pocos metros de la ubicación original. A su alrededor, sobre unas escalinatas, se colocaron carteles como los que rodeaban a la primera, en conmemoración de las personas que estuvieron allí detenidas.

## Reconstrucción virtual interactiva
Desde el 24 de marzo de 2014, está en la web una reconstrucción virtual de Club Atlético. Se trata de un documental interactivo de acceso libre realizado por el grupo de investigación multidisciplinario Huella Digital. En él se puede visualizar el centro clandestino en tal como era en 1977, recorriéndolo en primera persona. Mientras se realiza el recorrido se escuchan testimonios de sobrevivientes y se puede acceder a material audiovisual de la época.

## Testimonios de los sobrevivientes
A través de las investigaciones iniciadas con la de la CONADEP se puede demostrar como era el accionar represivo dentro de El Atlético.

Adentro se escuchaba un cassette con discursos de Hitler a todo volumen y los gritos y risas de los represores jugando al truco. En el campo de concentración, se apuntaba a la despersonalización de los prisioneros, a la pérdida de identidad. Esto se expresaba a través de distintas situaciones. El hecho de que a uno no lo llamaran por su nombre, sino que se pasara a ser una letra y un número –que se aprendía a golpes– (en mi caso era K-04), tenía que ver con esa pérdida de la identidad. Mientras me torturaban yo quería morirme. En ese momento lo único que podía salvarnos del sufrimiento era la muerte. Porque nadie sabía donde estábamos, ellos decían que tenían todo el tiempo del mundo. La única forma de dejar de sufrir era morirme, porque no nos iban a dejar en libertad, y tampoco nos iban a dejar morir para poder seguir torturándonos.
Ana María Careaga (Legajo N.º 5139)

Tu nombre de ahora en adelante será K-35, ya que para los de afuera estás desaparecido.
Miguel Ángel D'Agostino (Legajo N.º 3901)

Durante el interrogatorio pude escuchar los gritos de mi hermano y de su novia, cuyas voces pude distinguir perfectamente.
Nora Strejilevich.

Algunos pasaban por la leonera, permanecían dos o tres días y salían en libertad, les decían «perejiles»... eran aquellos que «chupaban» y que no les servían para nada.
Miguel Ángel D'Agostino

Después de pasados los primeros días, me llevaron a una celda, y pude ir adaptándome poco a poco a esa vida, aprendiendo cómo tenerla que vivir, qué era lo que podía hacer y lo que no podía. A pesar de que permanecía siempre tabicada y de me sacaban tres veces por día para ir al baño, pude hacerme una idea general de cómo era el lugar donde «vivía».
Ana María Careaga

El campo, que se hallaba en un subsuelo, tenía dos secciones de celdas, que estaban enfrentadas en un pasillo muy estrecho: de un lado los pares y del otro los impares. Para sacarnos al baño abrían las puertas una por una –cada uno de nosotros tenía que estar de pie cuando se abría la puerta– y luego desde la punta del pasillo el guardia gritaba el número de las celdas, allí nosotros nos dábamos vuelta y cada uno se tomaba de los hombros del que tenía delante, formando un "tren" que era conducido por un guardia.
Ana María Careaga